# Ивановская (Верховажский сельсовет)
Ивановская — упразднённая деревня в Верховажском районе Вологодской области России.

## География
Урочище находится в северной части области, в подзоне средней тайги, в пределах южной части Важско-Кулойской низины, на левом берегу реки Терменьги, на расстоянии примерно 3 километров (по прямой) к востоку от села Верховажье, административного центра района.

### Климат
Климат характеризуется как умеренно континентальный. Среднегодовая температура воздуха — +1,8 °C. Абсолютный минимум температуры воздуха составляет −46 °C; абсолютный максимум — +37 °C. Безморозный период длится 110—115 дней. Среднегодовое количество атмосферных осадков составляет 637 мм. В течение года преобладают ветра юго-западного направления.

## История
В «Списке населенных мест Вологодской губернии по сведениям 1859 года» населённый пункт упомянут как удельная деревня Ивановское Вельского уезда, расположенная в 43 верстах от уездного города. В деревне имелось 4 двора и проживало 44 человека (20 мужчин и 24 женщины). В 1881 году входила в состав Верховской волости.
По данным 1914 года, в деревне имелось 6 хозяйств и проживало 44 человека (20 мужчин и 24 женщины).
По состоянию на 1 января 1973 года в составе Верховажского сельсовета.